# General Ourumov
Arkady Grigorovich Ourumov is een personage uit de James Bondfilm Goldeneye. Ourumov wordt gespeeld door de Duitse acteur Gottfried John.
Ourumov verschijnt voor het eerst in een chemische wapenfabriek in het Russische Archangelsk. Hij is daar nog een kolonel, hij betrapt James Bond (007) en Alec Trevelyan (006) die proberen te infiltreren in de fabriek. Ourumov valt aan met zijn soldaten en weet uiteindelijk Trevelyan te pakken te krijgen, Bond ziet hoe Ourumov Treveleyan neerschiet, Ourumov wil dan niet dat zijn soldaten Bond beschieten omdat ze anders de hele boel opblazen. Wat hij niet weet is dat Bond een mijn heeft geplaatst. Bond weet uiteindelijk te ontsnappen maar wordt dan door Ourumov en zijn soldaten buiten beschoten. Bond rent een vliegtuig achterna en weet ermee te ontsnappen, zodra hij wegvliegt ontploft de hele fabriek.
Negen jaar later is Ourumov bevorderd tot generaal, hij steelt samen met Xenia Onatopp in Severnaya in Rusland het levensgevaarlijke ruimtewapen Goldeneye. Samen met Xenia richt hij de Goldeneye op Severnaya, Ourumov en Xenia weten weg te komen voordat Severnaya ontploft, maar wat ze beiden niet weten is dat Natalya Simonova hier getuige van was.
Later in Sint-Petersburg beweert Ourumov bij de Minister van Defensie Dimitri Mishkin dat Siberische separatisten achter de misdaad in Severnaya zaten. Als Ourumov zijn ontslag in wil dienen vertelt Mishkin dat er twee mensen de aanval op Severnaya overleefd hebben terwijl Ourumov er alleen van één wist: Boris Grishenko, maar Mishkin vertelt dat het lichaam van Natalya Simonova ook ontbrak bij de doden. Ourumov zegt dat hij dit zal onderzoeken.
Als James Bond in Sint-Petersburg aankomt is hij op zoek naar het hoofd van de Janusgroep. Bond ontdekt dat Trevelyan het hoofd van de groep is. Bond wordt uiteindelijk samen met Natalya gevangengenomen door Mishkin. Na een ondervraging waarbij Natalya vertelt dat Ourumov achter de aanval op Severnaya zat komt Ourumov binnen. Hij schiet Mishkin neer met Bonds Walther PPK. Als hij daarna Bond wil neerschieten slaat Bond hem uit de weg en probeert met Natalya te ontsnappen. Uiteindelijk wordt Natalya gevangengenomen door Ourumov en meegenomen in een auto, Bond gaat er met een tank achteraan die hij helemaal zelf aan de praat krijgt. Ourumov brengt Natalya uiteindelijk naar een trein van Trevelyan, Bond zorgt ervoor dat de tank en de trein tegen elkaar opbotsen waardoor de trein stilstaat. Bond weet de trein binnen te komen waar hij Trevelyan en Xenia onder schot houdt, maar achter hem wordt Natalya onder schot gehouden door Ourumov. Als Trevelyan en Xenia ervandoor gaan draait Bond zich snel om en schiet Ourumov neer.